# Gilbert van Schoonbeke

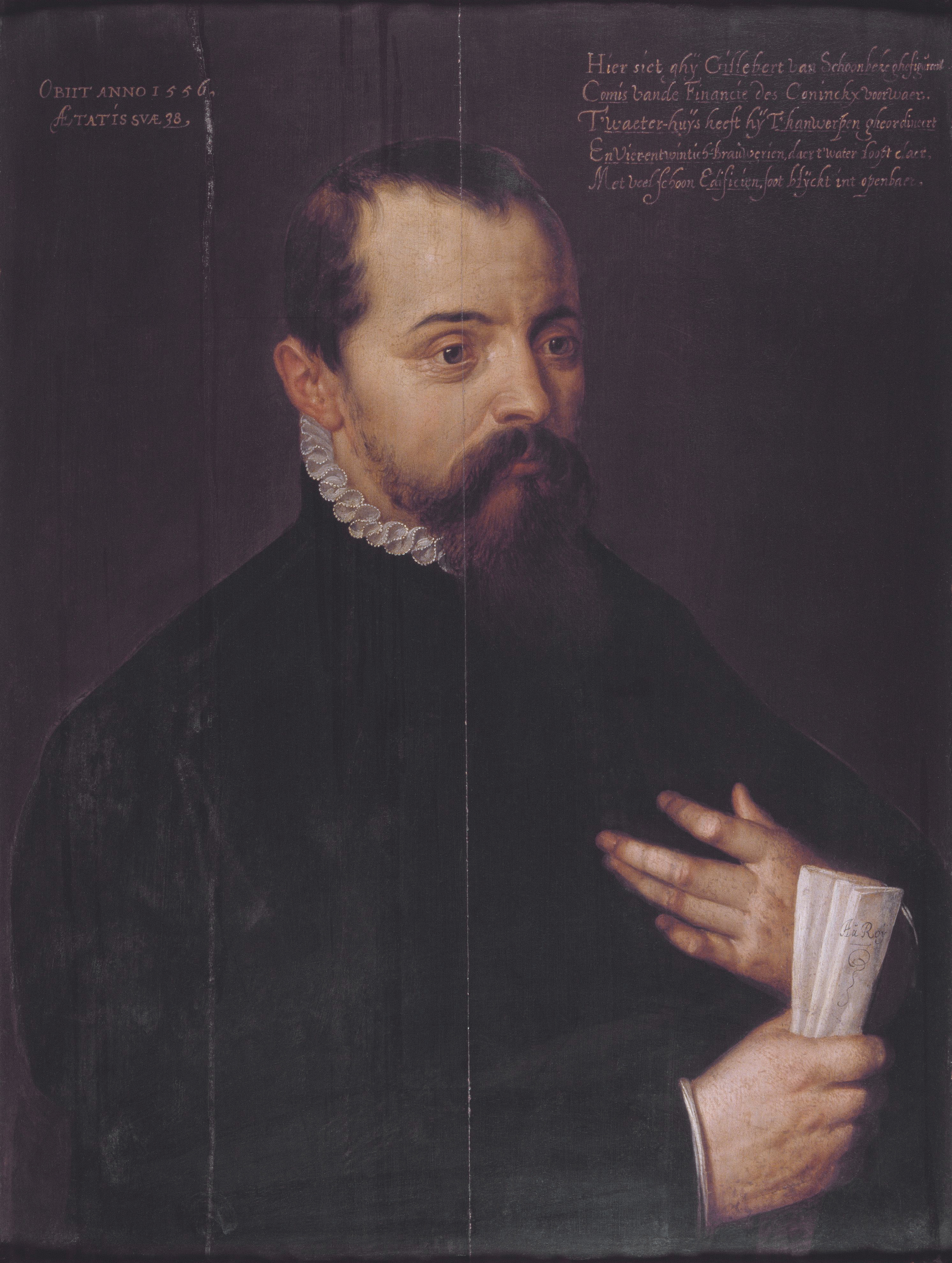
Gilbert van Schoonbeeke

Gilbert van Schoonbeke (1519 - 1556) was een Zuid-Nederlandse ondernemer die rond 1550 grote invloed uitoefende in en om Antwerpen.

## Biografie

### Afkomst
Gilbert van Schoonbeke was een onwettig kind van Gilbert van Schoonbeke sr. (†1540) en Beatrijs van der Veken. Vader Van Schoonbeke had zich in 1507 ingeschreven als poorter van Antwerpen en was tezelfdertijd gehuwd met een dochter van de stadsbode. Hij was mogelijk afkomstig uit Luik. Het huwelijk, dat met het overlijden van de echtgenote een twintigtal jaren later eindigde, had geen kinderen opgeleverd en vader Van Schoonbeke zou, behalve twee onwettige dochters en twee dochters uit een tweede huwelijk, geen mannelijk nageslacht voortbrengen anders dan die ene onwettige zoon.

### Huwelijk

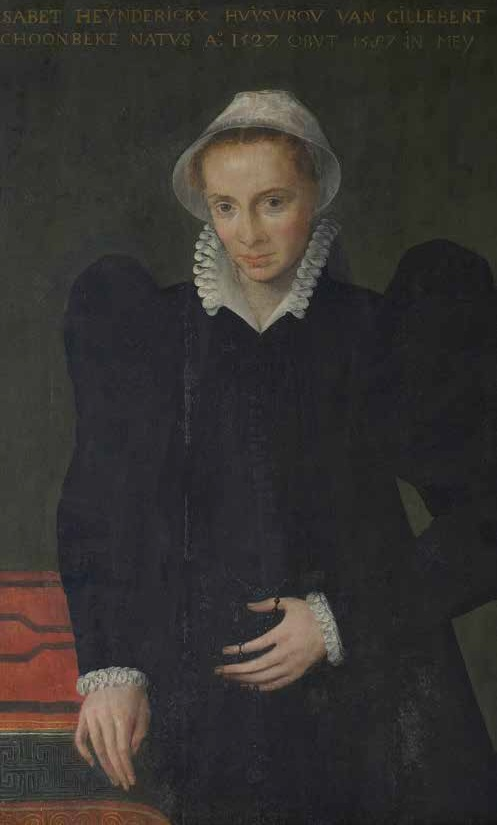
Portret van Elisabeth Hendricx door Frans Floris (1540)

In 1544, enkele jaren na het overlijden van zijn vader (maar als onwettig kind niet delende in diens nalatenschap), huwde Gilbert van Schoonbeke de zeventienjarige Elisabeth Hendricx, wier vader ook enkele jaren eerder was overleden; Elisabeth was echter een wettig en enig kind, zodat zij bij haar huwelijk een flink bedrag, verkregen uit háár vaders nalatenschap, kon inbrengen. In de bijna 13 jaar van hun huwelijk werden zes kinderen geboren. De echtgenoot overleed na een ziekbed van enkele maanden in december 1556 op 37-jarige leeftijd; Elisabeth zou hem ruim dertig jaar overleven en, nooit hertrouwd, naast hem worden begraven in de kerk der Minderbroeders “voor den predickstoel”.

### In en om Antwerpen
Na het beleg van Antwerpen door Maarten van Rossum in 1542 was veiligheid hoog op de agenda komen te staan. De bouw van nieuwe stadswallen, vooral in het drassige Noorden van de stad, vorderde echter traag en de financiering ervan werd gaandeweg problematisch. Dit veranderde drastisch met het aanvaarden van het alomvattende plan van Van Schoonbeke in 1549. Van Schoonbeke zou voortaan de bouw alleen op zich nemen en de financiering zou o.m. plaatsvinden met het ontwikkelen, ook door Van Schoonbeke, van een gebied ten noorden van de stadsmuren van Antwerpen, de Nieuwstad, tot haven- en industrieterrein.
De bouw van de stadswallen verliep in het begin van de jaren vijftig, onder leiding van Van Schoonbeke, bijna drie maal zo snel als tevoren. De grotere efficiëntie in de bedrijfsvoering ontstond door verticale integratie: Van Schoonbeke nam niet alleen het metselwerk op zich, maar ook de vervaardiging van de daartoe benodigde bakstenen en de voor het laatstgenoemde noodzakelijke aanvoer van grote hoeveelheden brandstof; deze brandstof bestond uit turf, dat in de omgeving van Veenendaal werd gewonnen en ten dele over door Van Schoonbeke nieuw aangelegde waterwegen naar het Antwerpse gedistribueerd.
Van Schoonbeke was waagmeester en later initiatiefnemer van onder meer de Stadswaag, de Vrijdagmarkt en het in 1555 gereedgekomen, 3.000 m² grote Tapissierspand aan de Graanmarkt; hij had zodoende de open handelsplaats (open mall) doorontwikkeld tot gesloten handelsplaats (closed mall). In zijn relatief korte leven zou hij verantwoordelijk zijn voor de ontwikkeling van niet minder dan één derde van de straten die in Antwerpen in de zestiende eeuw werden ontwikkeld. Ook ontwikkelde hij de buurt van de Markgravelei en de Harmonie in Antwerpen tot een plaats waar de rijkere klasse zich kon nestelen in hoven van plaisantie, rijke buitenhuizen. Door zijn visie waarbij hij grondspeculatie en inzicht in financieel gewin wist te koppelen aan een streven naar ruimtelijke kwaliteit was Antwerpen lange tijd de stad die qua urbanisatie ten Noorden van de Alpen geen gelijke had in Europa als we de verhalen van de reizigers uit die tijd mogen geloven. Hij was tevens de architect van de Kipdorpbrug.

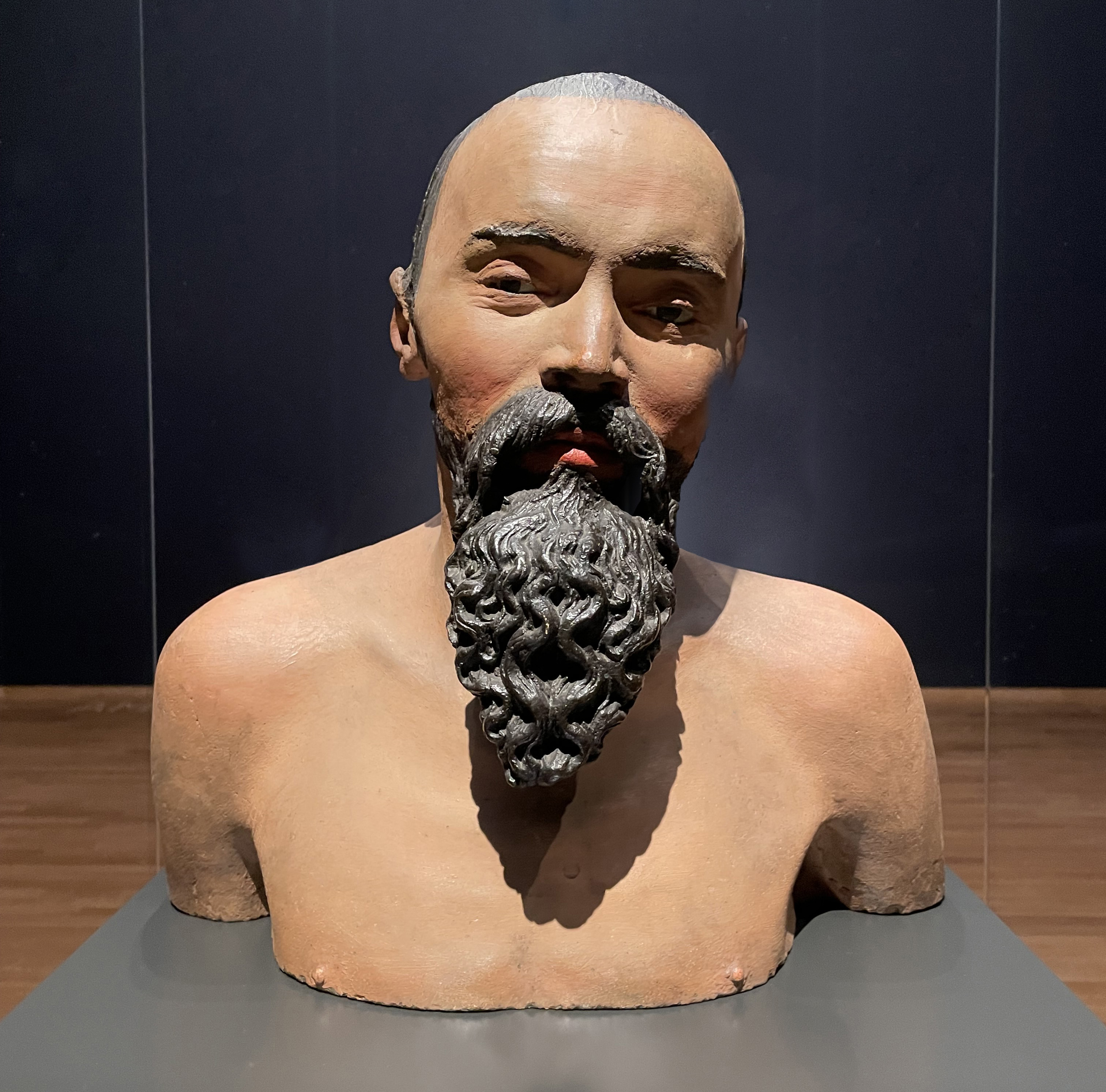
Buste door een anonieme maker uit de collectie van het Maagdenhuis in Antwerpen

De bouw van Van Schoonbekes Waterhuis, in de Nieuwstad duurde van 1552 tot 1556 en zou deugdelijk water distribueren naar de nabij gevestigde brouwers, in de beginfase zestien in getal. Later werd het ook gekend als "Brouwershuis", en van 1933 tot 2003 een museum, omwille van het gegeven dat het gilde van de brouwers, in 1581 omgevormd tot een natie, er haar vergaderingen en festiviteiten hield. De ontwikkelingen in de Nieuwstad, waarbij het de bedoeling was dat alle brouwerijen van Antwerpen en de nabije omgeving (o.m. Borgerhout) naar deze locatie zouden worden overgebracht, werden door de brouwers in de oude stad niet op prijs gesteld. Toen het "Waterhuis" nog niet af was en Van Schoonbeke water met schepen liet aanvoeren, werd een lastercampagne tegen hem georganiseerd die uitmondde in de zogenaamde Brouwersopstand van 12 juli 1554. Samen met Niklaas Maes moest Van Schoonbeke de wijk nemen naar Brussel waar hij door Maria Van Hongarije werd aangesteld tot haar raadsman in financiële aangelegenheden. Na het herstel van de openbare orde werd het feitelijke brouwersmonopolie dat Van Schoonbeke had, hersteld in ruil voor een schuldherschikking die de stad 400.000 gulden opleverde. Bij een kort verblijf in Antwerpen overleed hij in december 1556 in zijn woning 'De Keyser' aan de Minderbroedersrui. Door de bouw van de Nieuwstad die geleidelijk meer brouwerijen en ook mouterijen zou gaan bevatten, evolueerde Antwerpen van een stad die bier moest importeren naar een exportstad. Rond 1600 waren de accijnzen op bier verantwoordelijk voor 67% van de totale inkomsten van de stad.